# Aufinium
Aufinium (łac. Dioecesis Aufenensis) – stolica historycznej diecezji w Italii istniejącej w pierwszych wiekach. 
Współczesne miasto Ofena w prowincji L’Aquila we Włoszech. Obecnie katolickie biskupstwo tytularne ustanowione w 1970 przez papieża Pawła VI.

## Biskupi tytularni
| Lp. | Biskup                       | Funkcja                                    | Od                   | Do             |
| --- | ---------------------------- | ------------------------------------------ | -------------------- | -------------- |
| 1   | José María Larrauri Lafuente | biskup pomocniczy Pampeluny (Hiszpania)    | 21 września 1970     | 16 lutego 1979 |
| 2   | Carlos Talavera Ramírez      | biskup pomocniczy Miasta Meksyk (Meksyk)   | 15 stycznia 1980     | 14 marca 1984  |
| 3   | Luis Héctor Villalba         | biskup pomocniczy Buenos Aires (Argentyna) | 20 października 1984 | 16 lipca 1991  |
| 4   | Pastor Cuquejo               | ordynariusz polowy Paragwaju               | 5 maja 1992          | 7 marca 1998   |
| 5   | José Luis Redrado Marchite   | urzędnik Kurii Rzymskiej                   | 5 grudnia 1998       |                |